# Ray Smith (Sänger, 1934)
Raymond Eugene Smith (* 31. Oktober 1934 in Melber, Kentucky; † 29. November 1979 in Burlington, Ontario), auch Rockin’ Ray Smith genannt, war ein amerikanischer Rockabilly-Musiker.

## Karriere
Ray Smith war Sohn eines Farmers. Während seiner Kindheit hörte er Country-Größen wie Eddy Arnold, Ernest Tubb und Gene Autry. Erste Erfahrungen als Musiker machte er erzwungenermaßen bei der Air Force, als ihm ein Vorgesetzter befahl, Lieder zu singen. Bei einem anschließenden Wettbewerb der Armee-Einheit belegte er mit Hank Williams’ Lovesick Blues den ersten Platz. Nach seiner Militärzeit gründete er 1956 die „Rock and Roll Boys“ mit James Webb am Bass und an der Rhythmus-Gitarre, Raymond Jones an der Gitarre, Dean Perkins an der Steel-Gitarre und Henry Stevens am Schlagzeug. Bald stieß der junge Stanley Walker als Gitarrist dazu. Die Band tourte durch Nachtclubs im Süden und Westen der Vereinigten Staaten. Mit der „Ray Smith Show“ hatte der Gitarrist, Pianist und Mundharmonika-Spieler in Paducah, Kentucky auch eine eigene Radiosendung.

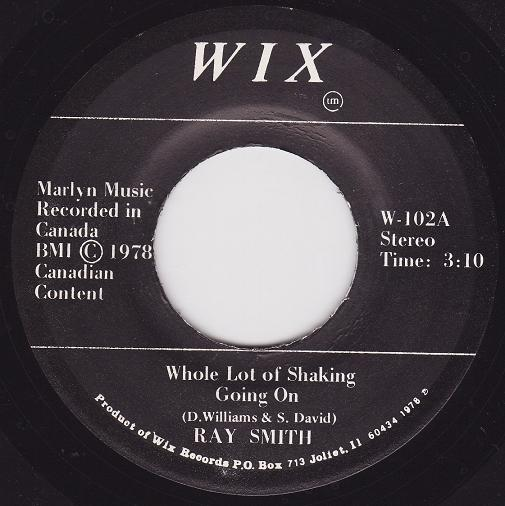
Ray Smith auf Wix Records

Smiths Manager Charlie Terrell vermittelte ihm einen Vertrag mit Sam Phillips, in dessen Sun-Records-Studios in Memphis, Tennessee, die ersten Aufnahmen stattfanden und wo bereits Elvis Presley, Johnny Cash, Jerry Lee Lewis, Roy Orbison u. v. a. sehr erfolgreiche Rockabilly- und Rock-’n’-Roll-Hits eingespielt hatten. Der Komponist, Pianist und spätere Country-Star Charlie Rich komplettierte die „Rock and Roll-Boys“ für die Arbeit im Studio. Die Sessions wurden von Jack Clement und Bill Justis produziert. Seine Plattenerfolge ermöglichten Smith Fernsehauftritte, so z. B. in der Dick Clark Show oder im American Bandstand. Auf Vermittlung Narvel Felts' schließt sich Ray ab 1959 einer regelmäßigen Tour mit Felts, Conway Twitty und Ronnie Hawkins durch Kanada an, das persönlich und beruflich zu seiner zweiten Heimat wird.
Smiths Wechsel zu Judd Records brachte ihm mit Rockin’ Little Angel seinen größten Erfolg. Für die Melodie bediente er sich bei einem Lied aus dem Jahr 1844 mit dem Titel Buffalo Gals. Ein zweiter Charthit, Put Your Arms Around Me, Honey, war eine Adaption eines Tophits von Arthur Collins und Byron Harlan von 1911. Unter Sams Bruder Jud Phillips änderte er zudem seinen Stil vom Rocker zum Balladen-Interpreten. Mit den weiteren Labelwechseln zu Infinity, Vee-Jay, Warner Brothers, Smash, Tollie, Celebrity Circle, Diamond, BC, Cinnamon, Corona und dem kanadischen Boots Records orientierte sich Smith eher zum Country. Das kleine Label BC Records wurde von Manager Charlie Terrell für Smiths Veröffentlichungen exklusiv gegründet, ebenso wie sein letztes Label Wix Records durch die Fanclub-Mitarbeiterin Tommie Wix. Auf Wix hatte Ray Smith mit Room Full of Roses einen Hit in England und rückbesann sich auf seinen ursprünglichen Rock-’n’-Roll-Sound aus den 1950ern.
Ray Smith beging am 29. November 1979 Suizid in seiner langjährigen Residenz in Burlington, Ontario. Er hinterließ Frau und einen Sohn.

## Diskografie

### Singles
- 1958: So Young / Right Behind You Baby
- 1958: Why, Why, Why / You Made a Hit
- 1959: Sail Away / Rockin’ Bandit
- 1959: That’s All Right / Rockin’ Little Angel
- 1960: Put Your Arms Around Me, Honey / Maria Elena
- 1960: Makes Me Feel Good / One Wonderful Love
- 1960: Blonde Hair, Blue Eyes / You Don’t Want Me
- 1961: Travelin’  / I Won’t Miss You (’til You Go)
- 1961: Turn on the Moonlight / After this Night Is Through
- 1961: Johnny the Hummer / Let Yourself Go
- 1962: Candy Doll / Hey, Boss Man
- 1962: Room 503 / Those Four Precious Years
- 1963: I’m Snowed / Turn Over a New Leaf
- 1964: Rockin’ Robin / Robbin’ the Cradle
- 1964: Did We Have a Party/ Here Comes My Baby Back Again
- 1965: I Walk the Line / Fool Number One
- 1965: Everybody’s Goin' Somewhere / Au-Go-Go-Go
- 196? I Guess I Better Move Along/ Four Seasons of Life
- 1967: Walk On By / Did He Hurt You All That Bad
- 1967: Let the Four Winds Blow / I’m in Love
- 1972: Tilted Cup of Love (mono) / Tilted Cup of Love (stereo)
- 1972: It Wasn’t Easy / It’s Just not the Same
- 1973: Mountain of Love (Harold Dorman) / Nice Guy
- 1973: First Lonely Weekend / Handful of Friends
- 1974: Because Of Losing You / Ten Steps Out in Front
- 1975: Thank You Love / It Wasn’t Easy
- 1976: Kaw-Liga / Walking Into Your Life
- 1976: How’s His Memory Doing Today / Light a Candle
- 1977: One Hand on the Bottle and One Foot on the Grave
- 1977: Light that Candle / She’s Pulling Me Back Again
- 1978: Room Full of Roses / Break Up
- 1978: Whole Lotta Shakin’ Goin’ On / Me and Bobby McGee

### Alben
- 1960: Travelin’ With Ray
- 1976: It’s Great, It’s Ray Smith
- 1978: The Country Side
- 1978: I’m Gonna Rock Some More
- 1982: Live in ’62
- 1982: Live in Germany (Bootleg)
- 1987: Rare Items
- 1988: I’m Right Behind You Baby
- 1999: Ray Smith Sings And Rocks